# 리버티 대학교
리버티 대학교(Liberty University, LU)는 미국 버지니아주 린치버그에 위치한 사립 침례교 대학교인데, 이 학교는 남침례회와 연계하고 있다.
1971년에 제리 폴웰과 엘머 L. 타운즈에 의해 설립되었다. 리버티는 세계 최대의 기독교 대학교의 하나에 속하며 총 등록 학생 수 기준으로 미국 최대의 비영리 사립 대학교들 가운데 하나에 속한다.
17개 칼리지로 구성되며, 여기에는 의학교, 법학, 신학교를 포함한다.